# 곤양초등학교 동명분교
곤양초등학교 동명분교는 대한민국 경상남도 사천시 곤양면 대밭골길 113 (중항리)에 있었던 공립 초등학교이다.

## 연혁
- 1948년 9월 1일 설립인가
- 1949년 6월 15일 동명공립국민학교 개교
- 1992년 3월 1일 분교장 개편(곤양국민학교 동명분교)
- 1996년 3월 1일 명칭 변경(곤양초등학교 동명분교)
- 1999년 9월 1일 본교로 통폐합